# Mariscal Estigarribia
Mariscal Estigarribia este un oraș din departamentul Boquerón, Paraguay.